# Karl Weinzierl

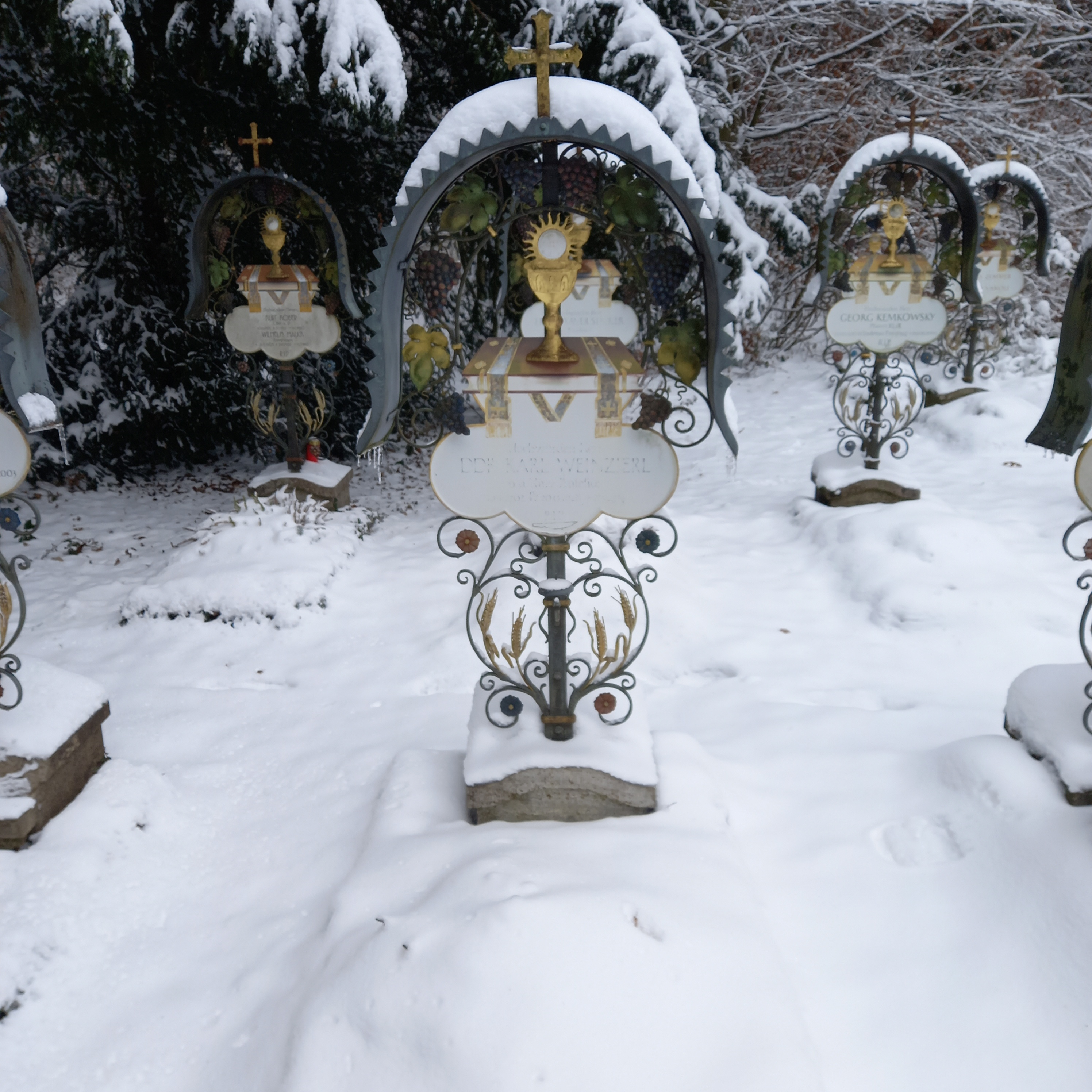
Das Grab von Karl Weinzierl auf dem Waldfriedhof (München)

Karl Weinzierl (* 16. April 1902 in München; † 17. Mai 1974 ebenda) war ein deutscher Priester und Kirchenrechtler.

## Leben
Karl Weinzierl, Sohn eines Postverwalters, machte 1921 das Abitur am Wilhelmsgymnasium München. Von 1921 bis 1925 studierte er Rechtswissenschaften an der LMU München (1931 Dr. iur. utr.) und von 1925 bis 1928 Theologie an der LMU München (1936 Dr. theol. Tübingen). Nach der Habilitation 1939 für das Fach Moraltheologie durch die Universität Tübingen wurde die Privatdozentur an der LMU München von den Nationalsozialisten untersagt. Nach der Habilitation 1947 für das Fach Kirchenrecht durch die Theologische Fakultät der LMU München wurde er 1948 Privatdozent für Kirchenrecht an der LMU München. 1948 wurde er außerordentlicher Professor für kirchliche Rechtsgeschichte an der LMU München und 1952 ordentlicher Professor am Kanonischen Institut für kirchliche Rechtsgeschichte mit Lehrauftrag für Staatskirchenrecht an der LMU München. 1969 erfolgte die Emeritierung.

## Schriften (Auswahl)
- Rückgabepflicht nach kanonischem Recht. Rechtshistorische, rechtsdogmatische Darstellung. Freiburg im Breisgau 1931, OCLC 69329249.
- Die Restitutionslehre der Frühscholastik. München 1936, OCLC 954637469.
- Die Restitutionslehre der Hochscholastik bis zum hl. Thomas von Aquin. München 1939, OCLC 702660895.